# 許蘭雪軒
許 蘭雪軒（きょ らんせつけん、ホ・ナンソロン、허난설헌、1563年 - 1589年）または蘭雪軒 許氏（らんせつけん きょし、ナンソロン・ホシ、난설헌 허씨）は、李氏朝鮮時代の女流詩人。本名は許楚姫（きょ そき、ホ・チョヒ、허초희）。蘭雪軒は号。蘭雪とも。字は景樊（けいはん、ギョンボン、경번）。本貫は陽川許氏。江陵出身。弟はハングル最古の小説「洪吉童伝」の作者許筠（きょ いん、ホ・ギュン）。

## 生涯
一族はみな文人、詩人として名を成している。『三唐詩人』の一人李達（イ・ダル）に詩を学び、8歳にしてその才能を発揮する。儒教道徳に厳しく、女性蔑視の風潮のあった当時にあって革命的ともいえる詩を遺している。代表作には美しい女神が恋をするファンタジー「游仙詩」、自身の二人の子供を失った悲しみを綴った「哭子」、貧しい女性の生活を詠った「貧女吟」などがある。
しかし実生活では不遇であった。15歳で金誠立に嫁ぐが、凡庸な官吏だった夫は才能ある妻を疎んじて妓女に耽溺した。姑からは、息子が家庭を顧みないのは嫁が至らないせいだと虐待を受けた。それが元で腹の子を流産し、ようやく設けた二人の子も病によって相次いで喪った。一方で実兄が罪を得て流罪となり実家は没落した。それがさらに蘭雪の婚家での立場を悪いものにした。詩作に生きる望みを託した蘭雪であったが、病を得、27歳で夭逝した。若く才能ある姉の死を悼んだ弟の許筠によって200編あまりの遺稿が明の使臣の朱之蕃に手渡されたが、遺稿の大半は夫や姑たちによって火に投じられたとされる。
朝鮮においては永らくその評価は低かった。儒教に基づく女性蔑視の風潮のあった李氏朝鮮時代では女性による詩作が認められるはずは無く、女性が詩を書くという一点のみによって批判され続けた。その質や内容に対しては、真っ当な評価が下されることは朝鮮戦争停戦後まで無かった。第二次世界大戦を経て朝鮮戦争後、韓国に男女同権思想が普及すると、「韓国の紫式部」として再評価される。2005年女性国会議員によるアンケートで新札の肖像候補の一人に挙げられた。現在では韓国で許蘭雪軒文学賞が設立され、若き詩人たちを見守っている。
朝鮮では長年低い評価を得ていた許蘭雪軒だが、中国や日本では古くから知られ、称賛され続けた。中国では「蘭雪軒集」が刊行され絶賛される。日本へは1711年文台屋次郎兵衛が紹介した。

## 著名な作品

### 哭子
原文
去年喪愛女 今年喪愛子

哀哀廣陵土 雙墳相對起

蕭蕭白楊風 鬼火明松楸

紙錢招汝魂 玄酒奠汝丘

應知弟兄魂 夜夜相追遊

縱有腹中孩 安可冀長成

浪吟黄臺詞 血泣悲呑聲

書き下し文
去年 愛女を喪い 今年 愛子を喪う

哀哀たる広陵の土　双墳 相対して起つ

蕭蕭たる白楊の風　鬼火 松楸（しょうしゅう）に明（ひか）る

紙銭 汝が魂を招き　玄酒 汝が丘に奠（まつ）れば

応（まさ）に知るべし　弟兄の魂の　夜夜 相（あい）追い遊ぶを

縦（たと）い 腹中の孩（こ） 有るも　安（いずく）んぞ長成を冀（こいねが）うべけんや

黄台詞を浪吟して　血泣（けっきゅう）し 悲しみて声を呑む

通釈
去年は愛娘を亡くし、今年は愛息子を亡くした

哀しく切ない広陵の地に一対の墳墓が向かい合って立っている

ザワザワと白楊を吹く風の中、鬼火が松林・唐楸林で光っている

紙銭を焼いてお前の魂を招き、神酒をお前の土まんじゅうに供えまつれば

しかと分かる　兄弟の魂が毎夜、追いかけっこして遊び回るのが

たとえ、この腹の中に胎児がいるとしても彼らには何としても成長してほしかったのに

黄台詞をとりとめなく口ずさみながら血の涙を流して悲しみのあまり声が詰まる

## ギャラリー

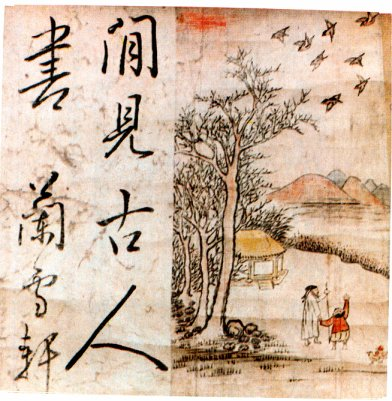
「仰看飛禽図」 （앙간비금도）
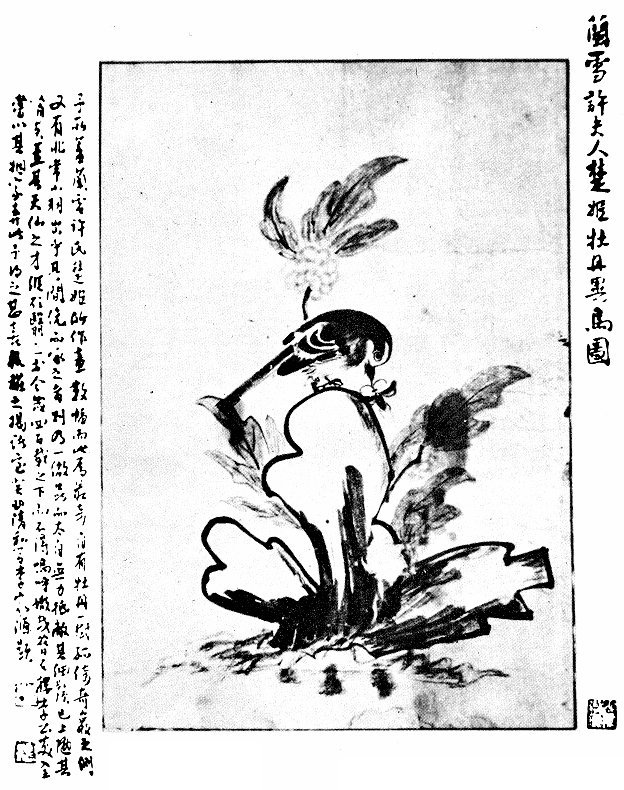
「墨鳥図」 （묵조도）

## 参考資料
- 『春怨秋思　コリア漢詩鑑賞』角川書店、2003年。ISBN 9784046519023。
- （韓国語）『許蘭雪軒 詩集』（改訂増補版第3刷（2008年））평민사（平民社）、ソウル市〈韓國의 漢詩〉、1999年。ISBN 9788971155219。